# Dacus vestigivittatus
Dacus vestigivittatus är en tvåvinge som beskrevs 2009 av Ian White och Kim Goodger. Arten ingår i släktet Dacus och familjen borrflugor. Artens förekommer i Kenya  och inga underarter finns listade i Catalogue of Life.